# Chalkidona (Stadt)
Chalkidona (griechisch Χαλκηδόνα (f. sg.)) ist eine Kleinstadt der gleichnamigen Gemeinde Chalkidona in der griechischen Region Zentralmakedonien. Von 1928 an war sie Verwaltungssitz der ehemaligen Landgemeinde Chalkidona und seit der Gemeindereform 1997 bis zur Verwaltungsreform 2010 der Gemeinde Chalkidona. Bis 1926 hieß der Ort Gialiatzik. Chalkidona befindet sich nordwestlich von Thessaloniki, am Westufer des Axios.

## Geschichte
Der antike Ort Allante wird in der Nähe der modernen Kleinstadt verortet. Das Toponym Atalantin (altgriechisch Ἀταλάντην) wird von Thukydides erwähnt. Später wird von Stephanos von Byzanz die Stadt Allante aufgeführt.
Aus der byzantinischen Zeit ist ein Friedhof erhalten und man sagt, dass dort auch Bogomilen begraben seien. Aus dieser Zeit stammt auch die Kirche Apostolon Petros und Paulos (Ιερός Ναός των Αποστόλων Πέτρου και Παύλου). Die Kirche ist als Archäologisches Denkmal eingetragen (Φ.Ε.Κ./665/1988). Unter Osmanischer Herrschaft hieß der Ort Gialetzik (Γιάλετζικ). Die Türken hatten die Gegend um 1430 erobert.
In der Neuzeit wurden viele Flüchtlinge aus den türkischen Gebieten angesiedelt und der Ort darauf in Chalkidon (Χαλκηδών) umbenannt. Die Flüchtlingsfamilien kamen nämlich zum Teil aus Chalkedon (Kadıköy Χαλκηδόνα; Κατίκιον).
Die Anteile der Bevölkerung waren:
- 150 Familien aus Chalkedon
- 40 Familien aus Pyrgos (Πύργο της Ανατολικής Θράκης), Ostthrakien
- 30 Familien aus Genikii und Neochori (Γενίκιοϊ και Νεοχώρι της Χηλής Μ. Ασίας), Chilis, Kleinasien
- 20 Familien aus der Gegend von Tsolos (Τσολού της Μ. Ασίας), Kleinasien
- 7 Familien aus Prousa (Προύσα της Μ. Ασίας), Kleinasien

Später kamen noch Sarakatsanen aus Ostmakedonien hinzu.